# Al Hazm (Arabie saoudite)
Pour les articles homonymes, voir Al Hazm.
Al Hazm est une ville de la province de la Mecque, en Arabie saoudite, proche de la ville de Turubah.